# Општина Нови Град (Сарајево)
Општина Нови Град је једна од девет општина које чине кантон Сарајево и једна од четири општине које чине административну јединицу град Сарајево.
Простире се на површини од 47,98  и граничи се са општинама Ново Сарајево, Илиџа, Вогошћа и Илијаш, као и градом Источно Сарајево односно општином Источна Илиџа.

## Становништво
По последњем службеном попису становништва из 1991. године, општина Нови Град (једна од градских општина града Сарајева) је имала 136.616 становника, распоређених у 3 насељена места.
| Становништво општине Нови град |                 |                 |                 |
| година пописа                  | 1991.           | 1981.           | 1971.           |
| Муслимани                      | 69.430 (50,82%) | 33.391 (41,44%) | 37.147 (33,22%) |
| Срби                           | 37.591 (27,51%) | 22.190 (27,54%) | 45.806 (40,96%) |
| Хрвати                         | 8.889 (6,50%)   | 6.612 (8,20%)   | 17.491 (15,64%) |
| Југословени                    | 15.580 (11,40%) | 14.055 (17,44%) | 5.798 (5,18%)   |
| остали и непознато             | 5.126 (3,75%)   | 4.311 (5,35%)   | 5.569 (4,98%)   |
| укупно                         | 136.616         | 80.559          | 111.811         |

На попису становништва из 1971. године, општина Нови Град је била јединствена са општином Ново Сарајево.
Општина има (подаци из 2002) 116.588 становника, од чега 93.551 или 80,2% Бошњака,
7.311 или 6,3% Хрвата, 13.134 или 11,3% Срба
Просјечна густина насељености је 2.343 становника по км2.
На дан конституисања општине у овом дијелу Сарајева живјело је 60.000
становника у 18 мјесних заједница.

## Насељена мјеста
Дио насељених мјеста Сарајево, Бојник, Речица и Рељево.

## О Сарајеву
Град Сарајево је током 70-их година карактерисао брз економски и културни развој, у којем су највећу експанзију доживјели индустрија и грађевинарство. Велике слободне површине претворене су, прво у градилиште, а затим у модерне урбане цјелине, које су се готово спојиле са градским комплексима. Брз пораст броја становника, нагли развој индустрије, трговине, саобраћаја... нужно су условили и одговарајућу територијалну
прерасподјелу града, општина и мјесних заједница. Новом територијалном расподјелом бивших градских општина те прикључењем нових које су постале интегрална градска цјелина, Сарајево је постало град са десет општина: Центар, Стари Град, Вогошћа, Илиџа, Ново Сарајево, Нови Град, Илијаш,
Трново, Хаџићи и Пале.
По броју становника и индустријском потенцијалу највећа општина тада у Босни и Херцеговини – Ново Сарајево, подијељена је на двије: Ново Сарајево и Нови град.
Општина Нови Град као административни, културни, образовни, здравствени, трговинско-услужни центар града Сарајева формирана је 12. априла 1978. године. Обухватила је индустријско предграђе и новоизграђена насеља Сарајева.